# Peter Johann von Koskull
Peter Johann von Koskull auch Koschkull (* 15. Januarjul. / 26. Januar 1786greg. in Mitau; † 15. Novemberjul. / 27. November 1852greg. in St. Petersburg) war ein russischer Generalleutnant.

## Leben

### Herkunft und Familie

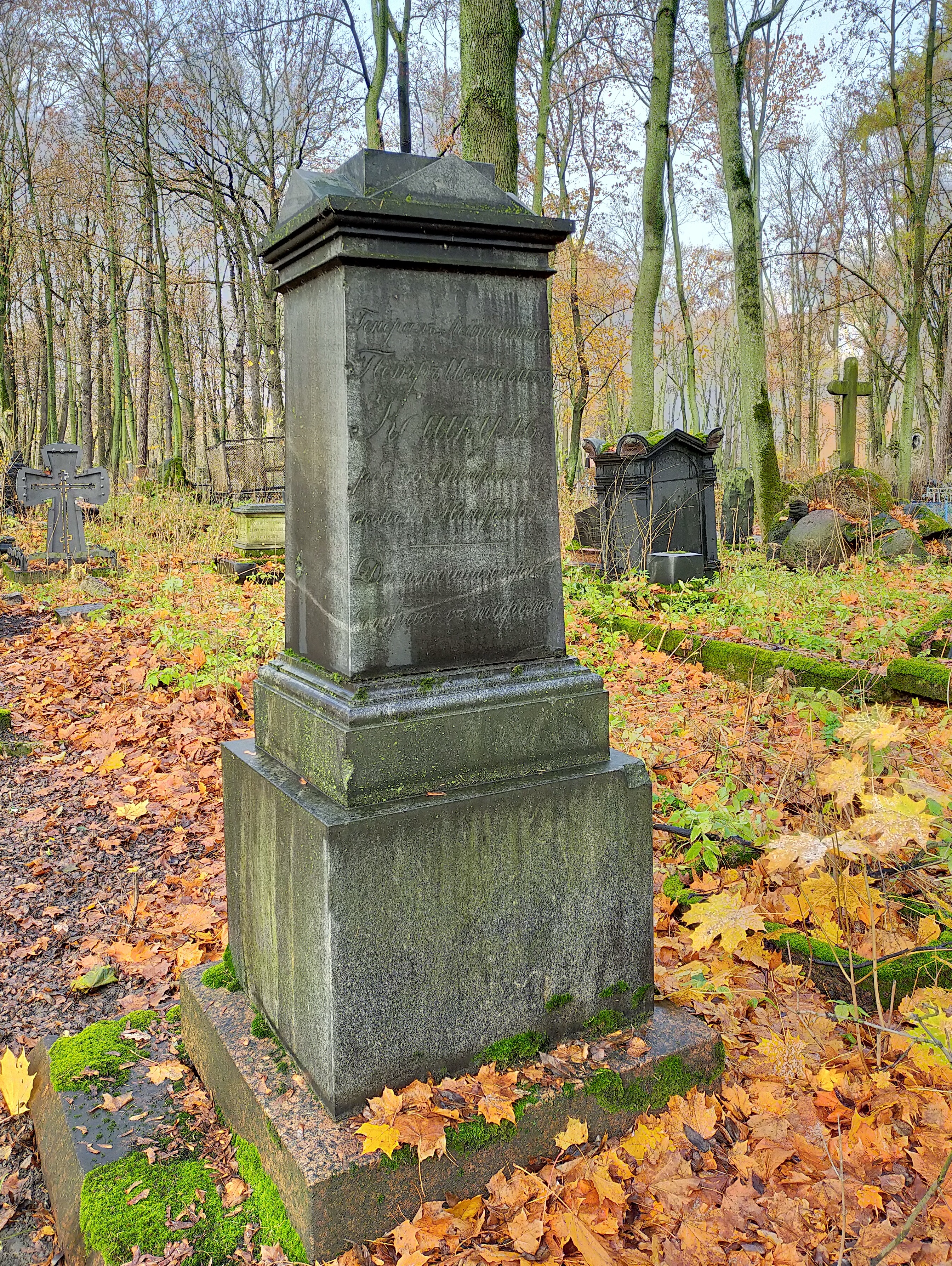
Grab von Peter Johann von Koskull (1786–1852), Wolkowo-Friedhof

Peter Johann war Angehöriger des kurländischen Adelsgeschlechts von Koskull. Seine Eltern waren der preußische Leutnant und Pächter von Rawen in Kurland Johann Wilhelm von Koskull (1748–1797) und Natalie von Essen, Schwester des russischen Generalleutnant und Generalgouverneurs von St. Petersburg Graf Peter von Essen.
Koskull vermählte sich 1817 in St. Petersburg mit Alexandra Puschtschina, Tochter des russischen Generalleutnant Paul Puschtschin. Aus der Ehe gingen ein Sohn und zwei Töchter hervor.

### Werdegang
Koskull war seit 1794 bei der Gattschina-Armee des Großfürsten Paul eingeschrieben. Im Jahre 1802 nahm er seinen im aktiven Dienst in der kaiserlichen Armee bei der Garde zu Pferde auf. Napoleons Russlandfeldzug trat er 1812 im Rang eines Rittmeister entgegen und verdiente sich in den Befreiungskriegen 1814 den Orden Pour le Mérite. Er avancierte 1817 zum Oberst und war von 1819 bis 1834 Kommandeur des Garde-Kürassierregiments. 1826 war er zusätzlich Flügeladjutant. Koskull erhielt seine Beförderung zum Generalmajor und wurde 1834 Kommandeur der 1. Kürassier-Division. Er stieg schließlich 1835 zum Generalleutnant auf und war von 1845 bis 1852 Inspekteur der Reserve-Garde-Kavallerie.